# スウェーデンによるアメリカ大陸の植民地化
スウェーデンによるアメリカ大陸の植民地化（スウェーデンによるアメリカたいりくのしょくみんちか、英: Swedish colonization of the Americas）は、ニュースウェーデンと呼ばれた17世紀のデラウェア川沿岸の植民地（現在のアメリカ合衆国デラウェア州、ニュージャージー州、ペンシルベニア州およびメリーランド州に跨る）と18世紀から19世紀のカリブ海における2つの占有地があった。
1809年までフィンランドはスウェーデンと一体であり、スウェーデン植民地の開拓者の多くは現在のフィンランドから来た者か、あるいはフィンランド語を話す人々だった。フィンランド人は特にサヴォニアやカイヌーのような辺鄙な地域の出身者であり、そのような地域では焼畑農業が生活スタイルであり、荒野の開拓者としての生活に慣れている者が多かった。
スウェーデン人とフィンランド人はアメリカ大陸に丸太小屋の様式を持ち込み、開拓者の典型的な初期住宅に使われた。

## 北アメリカ
17世紀半ばのスウェーデン王国はバルト帝国としてその領土が最大となり、ヨーロッパの強国に仲間入りしていた。ニュースウェーデン植民地（1638年 - 1655年）は、デラウェア川沿いに建設された。開拓地は現在のデラウェア州ウィルミントン、ペンシルベニア州フィラデルフィアおよびニュージャージー州ブリッジポートとスウェズボロなどに十数か所に置かれた。ウィルミントンの開拓地はスウェーデン女王クリスティーナに因んでクリスティーナ砦と名付けた。ブリッジポートの開拓地はスウェーデンの都市に因んでニューストックホルムと名付けた。実のところ、オランダの植民地ニューネーデルラントがこの地の川と陸地を既に探検し、領有権主張していたので、この入植は侵入だったが、オランダはまだこの地に入植していなかった。
1654年5月、オランダのカシミア砦が、ニュースウェーデン知事のヨハン・ライジングが率いる兵士に占領された。この報復のために、オランダの総督ピーター・ストイフェサントは1655年夏遅くに軍隊を動かしてデラウェア川に向かい、即座にトリニティ砦とクリスティーナ砦を占領した。これでニュースウェーデンは17年間の歴史を終えた。この時代のスウェーデンは、ヨーロッパで北方戦争を展開しており、オランダはスウェーデンと対立する一方の陣営に与していた。開拓地自体はそのまま残され、スウェーデン人とフィンランド人開拓者は独自の民兵、宗教、裁判所および土地を持ってある程度の地方自治を続けた。
この状態は、1664年10月にイングランドがニューネーデルラント植民地を征服するまで続き、1682年に開拓地がウィリアム・ペンのペンシルベニア勅許地に含まれるまで非公式に継続された。それまでの期間、移民とその拡張が続けられ、1669年には現在のフィラデルフィアに最初の開拓地とウィカコ砦が建設されている。

## カリブ海
カリブ海のリーワード諸島に浮かぶサン・バルテルミー島（1784年 - 1878年）は「ポルト・フランコ」（自由貿易港）として運営された。その首都であるグスタビアは、スウェーデン王グスタフ3世に因むものである。スウェーデンは勅許会社のスウェーデン西インド会社を設立し奴隷貿易も開始したが、さほど利益をもたらさず、1805年に閉鎖された。奴隷貿易は1846年までに廃止された。移住者は、スウェーデンなど北欧からも来ており、現在、島の住民は、フランスから来たブルターニュ人と並んでノルマン人の子孫も多い。その後はフランス領となっている。
同じくリーワード諸島のグアドループは、ナポレオン戦争の結末として、1813年から1814年にイギリスからスウェーデンの所有するところになった。このときに、フアダループ基金が設定された。ここもその後はフランス海外県となっている。

## その他の移民
スウェーデンからの移民は、アメリカ大陸のその他の国や植民地に入植するために、その後も続いた。19世紀半ばから20世紀初期には、アメリカ合衆国に大勢のスウェーデン移民が到着した。この期間に130万人のスウェーデン人がアメリカ合衆国に入り、現在では400万人近いスウェーデン系アメリカ人がいる。なお移民は、同時期にカナダにも渡り、スウェーデン系カナダ人を形成した。
移民を奨励したブラジル帝国第2代皇帝、ペドロ2世のお陰で、多くのスウェーデン人がブラジルに入り、主にジョインヴィレやイジュイーのような都市に入植した。19世紀後半、アルゼンチンのミシオネス州がスウェーデン人移民の中心となり、スウェーデン系アルゼンチン人の基礎を築いた。